# Abdosetae
Abdosetae là một chi nhện thuộc họ Phrurolithidae, được J. Y. Fu, F. Zhang & J. MacDermott mô tả lần đầu năm 2010.

## Các loài
Tính đến  tháng 4 năm 2019 chi này gồm 5 loài:
- Abdosetae digitata Jin, Fu & Zhang, 2015 – Trung Quốc
- Abdosetae falcata Jin, Fu & Zhang, 2015 – Trung Quốc
- Abdosetae hainan Fu, Zhang & MacDermott, 2010 (Loài điển hình) – Trung Quốc
- Abdosetae hamata Jin, Fu & Zhang, 2015 – Trung Quốc
- Abdosetae ornata (Deeleman-Reinhold, 2001) – Borneo